# Shanghaistadion
Het Shanghai Stadion is een stadion in de Chinese stad Shanghai. Het stadion was een van de voetbalstadions voor de Olympische Zomerspelen in 2008 in Peking. Het is qua capaciteit het tweede van China, na het Nationaal Stadion van Peking.